# Richtlinie 1999/92/EG (ATEX-Betriebsrichtlinie)
Die Richtlinie 1999/92/EG ist die 15. Einzelrichtlinie, die aufgrund Art. 16 der Richtlinie 89/391/EWG (Arbeitsschutz-Rahmenrichtlinie) erlassen wurde und die Mindestvorschriften zum Explosionsschutz und zur Sicherheit der Arbeitnehmer, die an Arbeitsstätten durch explosionsfähige Atmosphären gefährdet werden können, enthält. ATEX ist die französische Abkürzung für ATmosphères EXplosibles.

## Anwendung
Als fünfzehnte ergänzende Einzelrichtlinie zu den allgemeinen Vorschriften zu Gesundheitsschutz und Sicherheit der Arbeit, die in der Richtlinie 89/391/EG festgelegt sind, definiert diese Richtlinie die Mindestanforderungen für die Sicherheit und den Gesundheitsschutz an Arbeitsplätzen in Betrieben, in denen Arbeitnehmer durch explosionsfähige Atmosphären gefährdet werden können.
Durch diese Richtlinie werden Arbeitgeber verpflichtet, technische und/oder organisatorische Maßnahmen einzuführen, durch welche (a) die Bildung explosionsfähiger Atmosphären verhindert und/oder (b) die Zündung explosionsfähiger Atmosphären vermieden und/oder (c) die Auswirkungen einer Explosion so verringert werden, dass keine Gefährdung für die Arbeitnehmer mehr besteht. Außerdem haben Arbeitgeber ein aktualisiertes „Explosionsschutzdokument“ entsprechend der Anforderungen der Richtlinie 89/391/EWG vorzuhalten. Arbeitnehmer bzw. deren Vertreter sind über die Sicherheitsmaßnahmen und Maßnahmen zum Arbeitsschutz zu informieren und solche Arbeitnehmer, die durch explosionsfähige Atmosphären gefährdet sind, im angemessenen Rahmen zu unterrichten. Arbeitsmittel, die in Bereichen verwendet werden, in denen explosionsfähige Atmosphären auftreten können, müssen den Anforderungen dieser Richtlinie entsprechen.
Arbeitsstätten mit Bereichen, in denen explosionsfähige Atmosphären auftreten konnten, die bereits vor dem 30. Juni 2003 genutzt wurden, mussten innerhalb von 3 Jahren die Mindestanforderungen dieser Richtlinie erfüllen.
Die Anhänge der Richtlinie enthalten Definitionen für Bereiche,  in  denen  explosionsfähige  Atmosphären  vorhanden  sein  können und deren Einteilung in verschiedene Zonen (Anhang I), sowie die sich daraus ableitenden Maßnahmen und die zu verwendenden Geräte (Anhang II). Im Anhang III wird das Warnkennzeichen definiert, mit denen Bereiche, in  denen  explosionsfähige  Atmosphären  vorhanden  sein  können, gekennzeichnet werden müssen.
Nach Inkrafttreten im Januar 2000 wurde diese Richtlinie einmalig durch die Richtlinie 2007/30/EG geändert.

## Aufbau der Richtlinie  1999/92/EG
- ABSCHNITT I ALLGEMEINE BESTIMMUNGEN
  - Artikel 1 Zweck und Anwendungsbereich der Richtlinie
  - Artikel 2 Definition
- ABSCHNITT II PFLICHTEN DES ARBEITGEBERS
  - Artikel 3 Verhinderung von und Schutz gegen Explosionen
  - Artikel 4 Beurteilung der Explosionsrisiken
  - Artikel 5 Allgemeine Verpflichtungen
- + Artikel 6 Koordinierungspflicht
  - Artikel 7 Bereiche mit explosionsfähigen Atmosphären
  - Artikel 8 Explosionsschutzdokument
  - Artikel 9 Besondere Vorschriften für Arbeitsmittel und Arbeitsstätten
- ABSCHNITT III SONSTIGE BESTIMMUNGEN
  - Artikel 10 Anpassung der Anhänge
  - Artikel 11 Leitfaden für bewährte Verfahren
  - Artikel 12 Unterrichtung der Unternehmen
  - Artikel 13 Schlußbestimmungen
  - Artikel 14 (Inkrafttreten)
  - Artikel 15
- ANHANG I EINTEILUNG VON BEREICHEN, IN DENEN EXPLOSIONSFÄHIGE ATMOSPHÄREN VORHANDEN SEIN KÖNNEN
- ANHANG II A. MINDESTVORSCHRIFTEN ZUR VERBESSERUNG DER SICHERHEIT UND DES GESUNDHEITSSCHUTZES DER ARBEITNEHMER, DIE DURCH EXPLOSIONSFÄHIGE ATMOSPHÄREN GEFÄHRDET WERDEN KÖNNEN
- ANHANG III Warnzeichen zur Kennzeichnung von Bereichen, in denen explosionsfähige Atmosphären auftreten können, gemäß Artikel 7 Absatz 3